# Бородули (Удмуртия)
Бородули — деревня в Шарканском районе Удмуртской республики.

## География
Находится в восточной части Удмуртии на расстоянии приблизительно 22 км на северо-восток по прямой от районного центра села Шаркан.

## История
Известна с 1873 года как деревня Бородули (Бородулинская) с 22 дворами, основана переселенцами из села Тойкино. В 1893 году было 52 двора, в 1905 — 75, в 1924 — 70. До 2021 года административный центр Бородулинского сельского поселения.

## Население
Постоянное население составляло 172 человека (1873 год), 295 (1993, все русские), 374 (1905), 351 (1924), 310 человек в 2002 году (удмурты 56 %, русские 44 %), 241 в 2012.